# فيكرز فيمي
فيكرز فيمي (بالإنجليزية: Vickers Vimy) هي قاذفة قنابل ثقيلة، ذات محركين، أنتجت في 1919 ببريطانيا. من صناعة فيكرز المحدودة. كانت تستخدم بشكل أساسي من قبل سلاح الجو الملكي. كان أول طيران لها في 30 نوفمبر 1917. انتهت خدمتها في 1933.
وهي إحدى طائرات الحرب العالمية الأولى ومرحلة ما بعد الحرب العالمية الأولى. وحققت نجاحا على حد سواء كطائرة عسكرية أو مدنية، وسجلت العديد من الأرقام القياسية الملحوظة في رحلات المسافات الطويلة في فترة ما بين الحربين العالميتين، وهي الطائرة الأكثر شهرة من بين الطائرات حينما قامت بأول عبور من دون توقف من للمحيط الأطلسي بواسطة جون ألكوك (بالإنجليزية: John Alcock) و آرثر براون (بالإنجليزية: Arthur Brown)، وذلك في يونيو 1919.